# Mastercard
 (novembre 2010).
Si vous disposez d'ouvrages ou d'articles de référence ou si vous connaissez des sites web de qualité traitant du thème abordé ici, merci de compléter l'article en donnant les références utiles à sa vérifiabilité et en les liant à la section « Notes et références ».
 (novembre 2023).
 (novembre 2010).
Mastercard Incorporated (NYSE : MA) est une entreprise américaine de système de paiement/retrait dont le siège est à Purchase, New York. Jusqu'en 2006, c'était une société coopérative détenue par plus de 25 000 institutions financières. Depuis, elle est une société cotée en Bourse.

## Présentation
Mastercard propose les cartes (crédit ou débit) des marques Mastercard, Maestro et Cirrus. En 2022, plus de 70 millions de commerces dans le monde affichent la marque d'acceptation Mastercard. Elle est, après Visa (réseau mondial avec 3,2 milliards de titulaires en 2019, largement distancé par le réseau  d'origine chinois UnionPay, qui dispose plus de 7,5 milliards de cartes en circulation à la même période), le troisième réseau mondial détenu par 2,02 milliards de personnes à la fin de l'année 2018. Fin décembre 2021, elle avait une diffusion d'environ 2,588 milliards de cartes (hors des cartes Maestro et Cirrus), dans le monde entier, selon le rapport financier fiscal pour 2021 déposé le 11 février 2022 auprès des autorités financières de contrôle financier et boursier aux États-Unis (Securities Exchange Commission) .

## Histoire
Cette société est créée par United California Bank (devenue plus tard la First Interstate Bank, qui fusionnera avec la Wells Fargo Bank), Wells Fargo, Crocker National Bank (qui fusionnera aussi avec Wells Fargo Bank) et Bank of California (qui fusionnera avec Union Bank of California) dans le but de faire concurrence à la carte de crédit BankAmericard, émise  dès 1958 par Bank of America[réf. souhaitée].
En 1966, ces banques, avec Marine Midland Bank, créent ainsi l'Interbank Card Association. En 1968, le réseau s'allie avec Eurocard. En 1969, First National City Bank rejoint cette association en intégrant sa Everything Card[réf. souhaitée].
Au début des années 1990, Mastercard acquiert Access card, une société britannique[réf. souhaitée].
En 2002, Mastercard fusionne avec Europay International, société utilisant l'Eurocard. En 2006, Mastercard est introduit en bourse[réf. souhaitée].
En 2010, Mastercard acquiert DataCash, entreprise britannique spécialisée dans le paiement en ligne et la lutte anti-fraude[réf. souhaitée]. La même année le réseau Mastercard s'associe avec la société française CreaCard SA pour créer la carte prépayée Mastercard PCS (Prepaid Cash Service) disponible en Europe.
En 2015, Mastercard lance un projet d'authentification pour les paiements en ligne grâce au selfie[Passage à actualiser].
En juillet 2016, Mastercard acquiert 92,4 % de VocaLink, une entreprise britannique, pour 920 millions de dollars.
En août 2019, Mastercard lance une offre d'acquisition sur une partie de l'activité de Nets, une entreprise scandinave, pour 2,85 milliards d'euros[Passage à actualiser].
En avril 2021, Mastercard annonce l'acquisition d'Ekata, spécialisée dans la vérification de l'identité, pour 850 millions de dollars[Passage à actualiser].
En 2021, Mastercard annonce une série de règles auxquelles devront se plier les sites pour adultes pour pouvoir bénéficier de leurs services de paiement. Cette décision a été vivement critiquée par les travailleurs et travailleuses du sexe, notamment parce que l'entreprise aurait ignoré leurs revendications en la matière et parce qu'ils et elles estiment que ce n'est pas à une institution financière de se mêler de ce genre de problématique.
En août 2022, Mastercard annonce un partenariat avec la plateforme d'échanges de cryptomonnaies, Binance pour permettre le paiement en cryptomonnaies dans plus de 90 millions de magasins. Le premier pays dans lequel les utilisateurs pourront l'expérimenter est l'Argentine.
En novembre 2023, Mastercard forme un partenariat avec Feedzai, une entreprise spécialisée dans la gestion RiskOps[Quoi ?] et la surveillance contre la fraude et le blanchiment d'argent, pour renforcer la lutte contre les arnaques et fraudes liées aux cryptomonnaies. Cette collaboration vise à intégrer la solution IA de Feedzai dans la solution[pas clair] CipherTrace Armade[Quoi ?] de Mastercard, spécialisée dans le secteur de la fintech. Il est prévu de surveiller les transactions sur plus de 6 000 échanges de cryptomonnaies.

## Principaux actionnaires
Au 15 février 2020:
| Mastercard Foundation (en)          | 11,2% |
| The Vanguard Group                  | 7,02% |
| Hotchkis & Wiley Capital Management | 4,83% |
| Fidelity Management & Research      | 4,02% |
| SSgA Funds Management               | 3,69% |
| T. Rowe Price Associates -IM-       | 3,02% |
| BlackRock Fund Advisors             | 2,31% |
| Capital Research & Management -XI-  | 2,13% |
| Capital Research & Management -GI-  | 1,78% |
| Third Point (en)                    | 1,50% |

## Carte de crédit ou de débit
La carte de crédit ou de débit, nommé Mastercard, est disponible en plusieurs variantes ou dénomination (prepay, argent, gold, platinum entre autres). Chaque variante possède différents services, prestations ou assurances à la clé selon l'émetteur de la carte. Ce dernier peut imposer des critères d'octroi, notamment des conditions de revenus, ainsi que des éventuels frais à appliquer pour l'utilisation de la carte.

## Carte de débit à autorisation systématique Maestro
Maestro est une carte de débit à autorisation systématique. Elle nécessite un crédit suffisant sur le compte bancaire au moment de la transaction pour que cette dernière soit validée. Maestro revendique 300 millions de titulaires en Europe et 695 millions dans le monde entier.

Logo de Maestro.

### En France
La carte Maestro est une carte de paiement d'entrée de gamme en France par exemple. Cette carte est une carte, notamment proposée pour les comptes jeunes ou pour les personnes susceptibles d'être en défaut de revenus réguliers ou à tendance trop dépensière. Elle a la particularité de déclencher une demande d'autorisation à chaque usage, quel que soit le montant de la transaction. Elle ne dispose pas d'embossage (numéro en relief) et ne peut être utilisée que dans les terminaux de paiement électronique capables d'effectuer des demandes d'autorisation.
Son tarif est généralement moins élevé que celui de la Mastercard classique, bien que son utilisation nécessite pour les commerçants une demande d'accès auprès des banques, afin d'être sûr que le détenteur de la carte dispose sur son compte bancaire au moins d'une somme équivalente à la dépense faite ; en effet, le commerçant avise par demande électronique la banque du détenteur de la compte et attend quelques secondes l'autorisation systématique, qui sera donnée ou non par la banque détentrice du compte). Selon les banques, elles peuvent bénéficier des mêmes assurances et assistances que les Mastercard classiques, ou bien être commercialisées sans assurance ni assistance. Dans un tel cas, la cotisation devient alors très attrayante (parfois moins de 15 €).
Les plafonds de retrait et de paiement pour la carte Maestro sont calculés sur 7 jours ou 30 jours glissants et sont en général peu élevés (moins de 1000 euros par période de 30 jours glissants) mais il est toujours possible de négocier les plafonds avec la banque émettrice.

### En Suisse, en Allemagne, en Belgique et aux Pays-Bas
En Suisse, en Allemagne, en Belgique, aux Pays-Bas ainsi que dans les pays germanophones, la carte Maestro est la carte de paiement classique des établissements bancaires.
En Suisse, à l'exception de Postfinance avec sa Postfinance Card (anciennement Postcard), tous les établissements bancaires proposent une Maestro. La carte peut être délivrée moyennant le paiement d'un prix annuel qui peut être inclus dans les frais de tenue du compte bancaire. Avec 5,6 millions de titulaires (pour une population de 7,5 millions d'habitants), la pénétration de la carte Maestro est forte et communément acceptée par les commerçants. Le paiement n'engendre aucuns frais pour l'utilisateur. En revanche, le retrait d'argent, notamment auprès d'établissements tiers, peut être facturé selon l'établissement bancaire. De même, ce dernier fixe librement les frais éventuels en cas d'utilisation de la carte à l'étranger via le réseau Cirrus. Contrairement à d'autres pays, la Maestro ne peut être utilisée pour des paiements sur Internet en Suisse.
En Suisse toujours, la carte Mastercard (en différentes variantes) est proposée par différents établissements bancaires et organismes de crédit. Son utilisation dans un commerce de détail suisse n'engendre aucuns frais pour l'utilisateur. En revanche, sur Internet, le commerçant peut prélever une taxe correspondant à un certain pourcentage du prix. Le retrait d'espèces peut être aussi soumis à une taxe selon l'établissement bancaire. Enfin, divers frais supplémentaires, variables selon l'émetteur de la carte, peuvent s'appliquer (frais de conversion en monnaie étrangère, paiement au guichet postal, frais de rappel, etc.)
De plus, la carte Mastercard est aussi proposée en mode de carte de débit par la Banque Cantonale de Fribourg. Cette dernière propose aussi la carte Mastercard Flex, à savoir "deux cartes en une seule" : choix entre les fonctions de débit et de crédit à chaque paiement.
Aux Pays-Bas, le numéro de carte Maestro n'est pas inscrit sur la carte elle-même et ce numéro ne peut pas être utilisé pour les paiements en ligne. Par contre, les cartes Maestro des différentes banques peuvent être utilisées pour authentifier les paiements en ligne par le biais du système iDEAL.
En Belgique, Mestro a remplacé petit à petit Bancontact.  Mais actuellement (2023-2024) Maestro est progressivement remplacé par Visa.

## Paiement sans contact

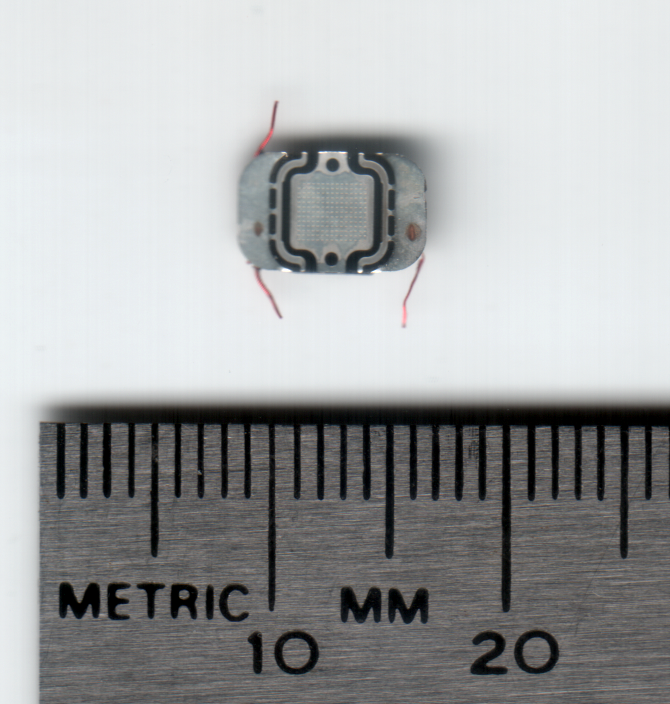
Puce RFID retirée d'une carte Mastercard.

La carte Mastercard Sans Contact (Tapez et Partez au Canada) est un moyen de paiement sans contact qui respecte la norme ISO 14443. Il offre une méthode plus simple pour payer de petits achats. Il suffit de placer la carte devant le terminal de paiement sans contact pour que le paiement soit accepté, ce qui est plus rapide que de glisser la carte dans un terminal de paiement électronique.
En 2003, Mastercard a conclu un essai de neuf mois à Orlando (Floride), avec JPMorgan Chase, Citibank et MBNA. Plus de 16 000 détenteurs de cartes et plus de 60 marchands participaient à l'essai. De plus, Mastercard a travaillé avec Nokia, AT&T Wireless et JPMorgan Chase pour intégrer ce service dans les téléphones cellulaires.
En 2005, Mastercard a lancé le paiement sans contact dans certains segments commerciaux.
Initialement la technologie de paiement sans contact était incorporée dans les cartes de crédit de tailles classiques. Depuis 2012, de nouveaux supports sont proposés par Mastercard afin de favoriser l'expansion du paiement sans contact, le consommateur peut désormais payer à partir de bracelet. En 2017, la néo-banque Anytime a lancé un porte-clés de paiement sans contact, qui représente une première française. Le produit a été développé en partenariat avec Gemalto.

## Identité visuelle

### Mastercard

Logo de Mastercard de 1979 à 1990.
Logo de Mastercard de 1990 à 1996.
Logo de Mastercard (corporate) de 1996 à 2006, et de 1996 à 2016 (cartes).
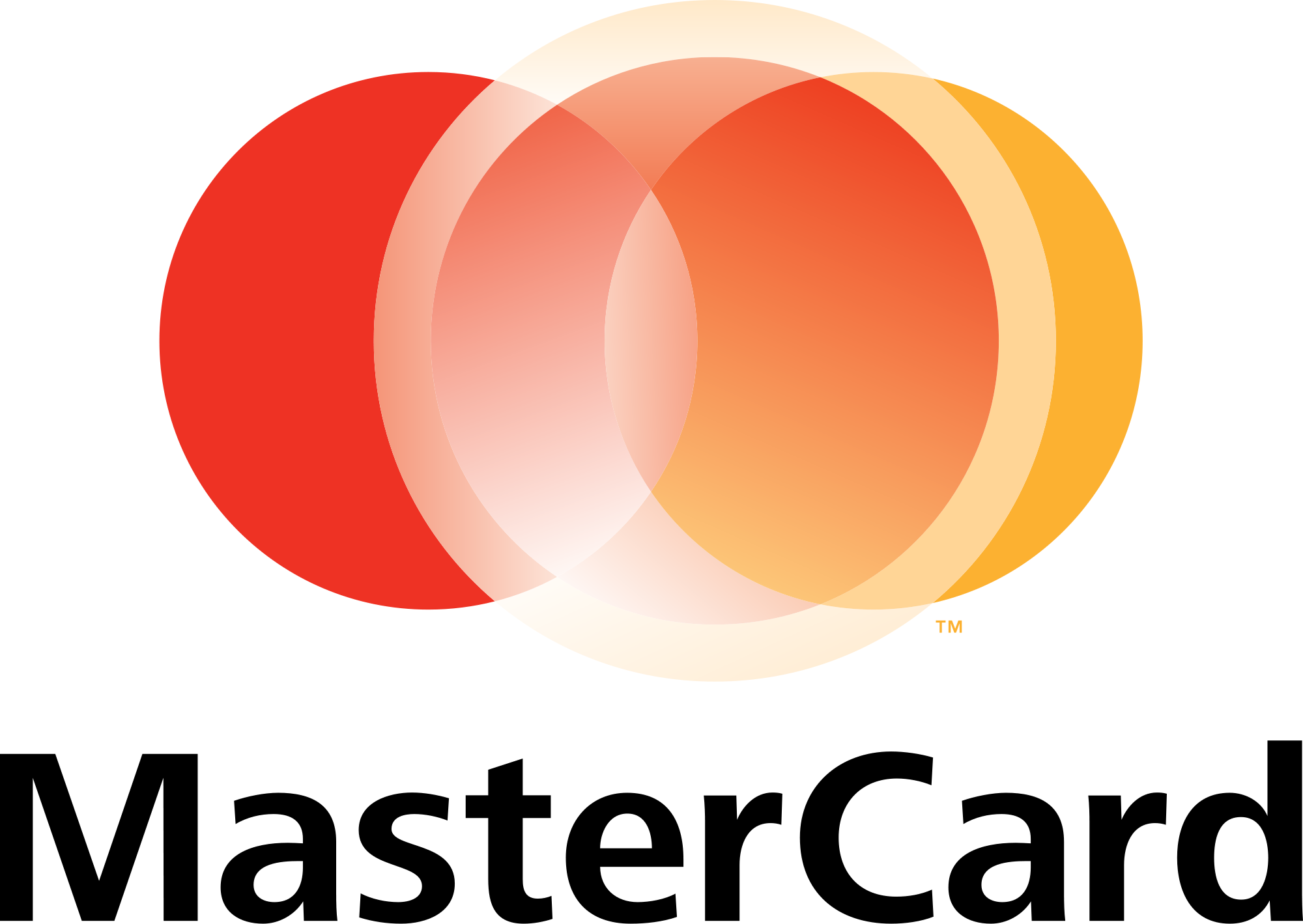
Logo de Mastercard (corporate) de 2006 à 2016.
Logo de Mastercard depuis 2016.

### Maestro

Logo de Maestro de 1992 à 1996.
Logo de Maestro de 1996 à 2016.
Logo de Maestro depuis 2016.

### Cirrus

Logo de Cirrus de 1982 jusqu'en 1992.
Logo de Cirrus de 1992 jusqu'en 1996.
Logo de Cirrus de 1996 jusqu'au 14 juillet 2016.
Logo de Cirrus depuis le 14 juillet 2016.